# Municipio de Paris (Dakota del Norte)
El municipio de Paris (en inglés: Paris Township) es un municipio ubicado en el condado de Stutsman en el estado estadounidense de Dakota del Norte. En el año 2010 tenía una población de 23 habitantes y una densidad poblacional de 0,25 personas por km².

## Geografía
El municipio de Paris se encuentra ubicado en las coordenadas 47°7′54″N 99°9′14″O / 47.13167, -99.15389. Según la Oficina del Censo de los Estados Unidos, el municipio tiene una superficie total de 93.07 km², de la cual 84,93 km² corresponden a tierra firme y (8,75 %) 8,14 km² es agua.

## Demografía
Según el censo de 2010, había 23 personas residiendo en el municipio de Paris. La densidad de población era de 0,25 hab./km². De los 23 habitantes, el municipio de Paris estaba compuesto por el 100 % blancos. Del total de la población el 0 % eran hispanos o latinos de cualquier raza.